# Pod Lasem (powiat jędrzejowski)
Pod Lasem – kolonia w Polsce położona w województwie świętokrzyskim, w powiecie jędrzejowskim, w gminie Słupia
W latach 1975–1998 miejscowość administracyjnie należała do województwa kieleckiego.